# Macreuse à bec jaune
Melanitta americana
Espèce
Statut de conservation UICN

 NT A2bce+3bce+4bce : Quasi menacé
La Macreuse à bec jaune (Melanitta americana) est une espèce d'oiseaux de la famille des Anatidae, qui fut longtemps considérée comme une sous-espèce américaine de la macreuse noire (Melanitta nigra) et elle en porte encore l'appellation dans la bouche de nombreux francophones du continent américain, même si la CINFO lui a attribué un autre nom normalisé.

## Description
Cet oiseau ressemble beaucoup à la Macreuse noire avec un plumage identique. Il en diffère surtout par la coloration du bec du mâle beaucoup plus jaune mais également un peu plus court (en moyenne 43,7 mm et valeurs extrêmes de 42 et 45,5 mm au lieu de 43 à 51 mm chez la Macreuse noire mâle adulte). Cet oiseau mesure de 44 à 54 cm de longueur. Il présente un net dimorphisme sexuel.
Le plumage du mâle est entièrement noir à l'exception du dessous des rémiges. Son bec est essentiellement jaune (en particulier la protubérance à la base) et une coloration noire seulement à l'extrémité et sur les bords. Ses pattes sont brun noir et ses iris bruns.
La femelle présente un plumage brun, plus foncé sur le dessus de la tête. Les joues, la gorge et les côtés du cou sont brun grisâtre très clair, tirant même sur le blanchâtre. La poitrine et le ventre sont brun clair. Le bec est noir, parfois marqué de jaune.
Le juvénile ressemble beaucoup à la femelle adulte mais est brun plus pâle dessus et plus blanc dessous.

## Répartition

zone de nidification
voie migratoire
aire d'hivernage

Cet oiseau peuple la Sibérie (à partir de la Léna), l'Alaska et le nord-est du Canada.